# Lumina Sophie
Lumina Sophie, surnommée « Surprise », née le 5 novembre 1848 au Vauclin et morte le 15 décembre 1879 à Saint-Laurent-du-Maroni, est une héroïne de la révolte de 1870 qui a lieu sur l'île de la Martinique, à l'époque une colonie française, deux décennies après l'abolition de l'esclavage et dans un contexte marqué par le racisme et la proclamation de la Troisième République à la suite de la chute du Second Empire.

## Biographie

### Enfance, formation et influences
Lumina Sophie naît le 5 novembre 1848 dans l'habitation La Broue au Vauclin ; elle porte les prénoms de Marie Philomène Sophie même si sa famille préfère le diminutif de Lumina (diminutif de Philomène) et le surnom de Surprise. Sa mère, Marie Sophie dite Zulma, est une ancienne esclave libérée à l'occasion de l'abolition de l'esclavage. En 1849, elle et sa fille reçoivent un nom de famille, Roptus. À une époque où les esclaves sont analphabètes, Lumina a accès à l'éducation et à la littérature, lit les journaux et s'intéresse à la politique française sur l'île.
D'après les archives, sa mère est déjà cheffe de famille lorsque Lumina n'a que six ans,. Sa famille est essentiellement composée de femmes, avec sa grand-mère et ses tantes. Celle-ci cultive un lopin de terre donné en jouissance par les « contrats d'association » qui organisent la vie des anciens esclaves, les hommes s'occupant notamment des caféiers, cacaoyers et bananiers et les femmes de la basse-cour.

### Parcours

#### Travail précaire
Avec la mort de la grand-mère Reine Sophie en 1855, la famille se disperse, Zulma et sa fille s'installant à l'habitation Champfleury, entre Rivière-Pilote et Le Vauclin. Lumina Sophie cumule les emplois précaires – journalière, couturière et vendeuse au marché – pour aider sa mère et constate le mode de vie précaire de la plupart des travailleurs. En 1870, Lumina, qui a 21 ans, est déjà une jeune fille indépendante et volontaire, souvent vue sur les marchés de village et dans la ville de Rivière-Pilote,. À cette époque, elle rencontre Émile Sidney et se voit confrontée aux inégalités de race et de sexe, aux vexations, aux mauvaises conditions de vie et au manque d'accès à l'éducation, ce qui suscite chez le couple une conscience politique et un esprit de révolte.

#### Révolte
Le 19 février 1870, Léopold Lubin, un jeune mulâtre, cultivateur et membre d'une famille d'entrepreneurs, et Augier de Maintenon, un aide-commissaire de la marine française, se croisent sur une route. Maintenon ordonne à Lubin de le laisser passer — en application de la préséance appliquée au temps de l'esclavage — et le cravache à la suite de son refus. Débouté à la suite de sa plainte, Lubin se venge le 25 avril, ce qui conduit à son arrestation,.
L'affaire est portée devant un tribunal épuré de ses jurés noirs remplacés par des Blancs esclavagistes comme Cléo Codé (Louis Justin Cléophraste Codé), un propriétaire terrien de Rivière-Pilote qui déclare vouloir faire de ce cas un exemple. En août de la même année, Lubin est reconnu coupable et condamné à cinq ans de bagne et à une lourde amende, un jugement que la population considère rapidement comme partial et raciste, ceci n'étant pas le premier cas d'injustices perpétrées par le système judiciaire de l'île,.
En solidarité avec Lubin, Lumina Sophie s'engage dans un mouvement pétitionnant et collectant des fonds pour payer les frais de la défense de Lubin. Dans le même temps, alors que la Troisième République est proclamée, Codé hisse le drapeau blanc (symbole de la royauté et de la suprématie blanche) en guise de provocation et un fermier accusé d'avoir violé une ancienne esclave et abandonné son corps est seulement condamné à une amende. Irrité par les provocations constantes, les ouvriers ruraux s'organisent autour de Lumina,,.
Le 22 septembre 1870, la population de Rivière-Pilote se regroupe pour fêter la proclamation de la République, appelant dans la foulée à la libération de Lubin et au désarmement des Blancs, puis se rendant chez Codé ; l'un de ses serviteurs noirs qui tente de s'interposer est tué et son habitation incendiée. Un camp d'insurgés, dirigé par Louis Telga, est installé sur les hauteurs de Rivière-Pilote et, en trois jours, 25 habitations sont incendiées,. Le 24 septembre, Codé lui-même est tué et mutilé. Lumina, qui est dans son deuxième mois de grossesse, est l'une des figures féminines de l'insurrection,,. Équipée d'une torche, elle joue un rôle important dans la mobilisation de la population en soutien du mouvement.
Le 26 septembre, des marins, des gendarmes et une milice de volontaires, envoyés par le gouverneur de la Martinique qui a déclaré l'état de siège, affrontent les insurgés. Face à la répression, le rapport de force s'inverse et les révoltés sont pourchassés, tués ou arrêtés,. Lumina est capturée et envoyée au fort Desaix,,, alors que l'insurrection prend fin le 28 septembre.

#### Prison, déportation et mort
Plusieurs accusations d'insurrection et de révolte sont portées contre Lumina Sophie. Un premier procès devant un tribunal militaire a lieu du 17 mars au 25 avril 1871 pour prouver l'existence d'un complot visant à l'instauration d'une république noire comme Saint-Domingue. Il y a 176 inculpés et 98 condamnations dont huit à mort ; Auguste Villard, désigné comme « chef du complot » est condamné le 17 avril à la détention et déportation à vie en Nouvelle-Calédonie. Lumina bénéficie d'un non-lieu. En prison, elle accouche en avril d'un garçon, prénommé Théodore par l'administration, qui lui est retiré et meurt à l'âge de quatorze mois. Un second procès a lieu du 22 mai au 8 juin et coïncide avec la Semaine sanglante de la Commune de Paris ; elle est alors comparée à une pétroleuse proche de la folie et présentée comme une femme cherchant à « dominer les hommes ». Condamnée, avec neuf autres révoltées, aux travaux forcés à perpétuité et à être déportée au bagne de Saint-Laurent-du-Maroni sans espoir de retour, son jugement est considéré comme injuste, car tout est communiqué en français alors qu'elle ne parle que le créole.
Pour être libérée, elle accepte d'épouser en août 1877 un bagnard relégué du nord de la France, Marie Léon Joseph Félix, mais meurt quatre mois plus tard, le 15 décembre 1879, à l'âge de 31 ans des conséquences de la détention, de la malnutrition et de maladies.

## Héritages et postérité

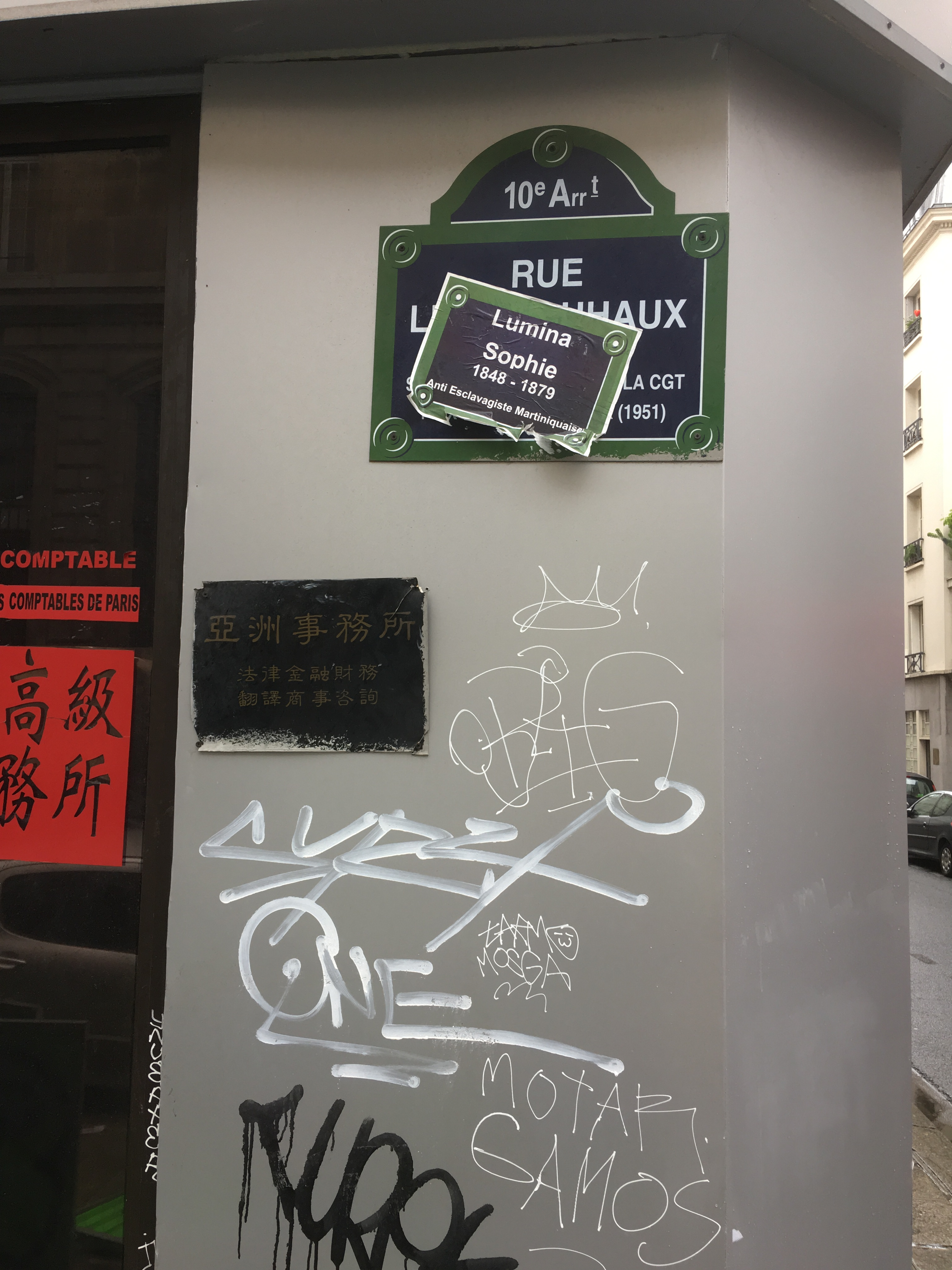
Plaque de la rue Léon-Jouhaux (Paris) avec une fausse plaque au nom de Lumina Sophie apposée au-dessus par le collectif Osez le féminisme !

### Histoire oubliée
Yannick Ripa estime que l'absence d'appartenance politique des insurgées martiniquaises de 1870 a contribué à leur oubli et que la réappropriation de son passé par la population antillaise dès la fin du XXe siècle leur redonne vie. En effet, aucune photographie ou gravure n'a transmis les traits de Lumina Sophie et il faut attendre les années 1980 pour que des spécialistes redécouvrent son histoire.

### Retour dans les mémoires
En 2005, la dramaturge martiniquaise Suzanne Dracius écrit une pièce de théâtre sur sa vie et la chanteuse martiniquaise Loriane Zacharie lui consacre une chanson, Lumina, en 2007. Un lycée en Martinique, et une tour de Fort-de-France portent son nom ainsi qu'un lycée à Saint-Laurent-du-Maroni, en Guyane. En 2008, une biographie rédigée par Gilbert Pago collecte des faits et des dates sur sa vie et son combat.
Une statue réalisée par Élisa Albert et Alain Ozier est inaugurée à Rivière-Pilote le 22 septembre 2013 et représente Lumina portant un flambeau aux côtés de Louis Telga et Eugène Lacaille,.
Lors de l'une de ses nombreuses campagnes à Paris, l'association Osez le féminisme ! rebaptise une rue et lui attribue le nom de Lumina Sophie.
À l'occasion du 150e anniversaire de l'insurrection, en 2020, l'Union des femmes de Martinique présente un village-mémoire et y souligne le rôle prépondérant joué par les femmes,. L'habitation La Broue au Vauclin, lieu de naissance de Lumina, est aussi l'un des dix lieux de mémoire retenus par la collectivité territoriale de Martinique dans le cadre d'un projet de parcours pour commémorer l'insurrection.